# Marek Różycki jr.
Marek Różycki (ur. 2 stycznia 1956 w Zakopanem) – polski dziennikarz, specjalizujący się w tematyce kulturalno-literackiej, literat, publicysta, krytyk literacki, felietonista; autor książek. Społecznik.

## Życiorys
Jest synem Marka Różyckiego seniora (1922–1995, dziennikarza, sekretarza redakcji „Życia Warszawy”) i Danuty Koryckiej-Różyckiej (farmaceutki). Absolwent XVII Liceum Ogólnokształcącego im. Andrzeja Frycza Modrzewskiego w Warszawie (1974). W tym też roku rozpoczął studia polonistyczno-kulturoznawcze na Uniwersytecie Warszawskim, w 1978 uzyskał dyplom magisterski (specjalizacja: kulturoznawstwo), promotorami jego pracy magisterskiej na temat: Koncepcja kultury w prozatorskich debiutach 1975–1978 /w głównym nurcie/ byli: Roch Sulima, Stanisław Siekierski „Stasinek”, Roman Taborski.

### Kariera dziennikarska
Od 1977 współpracował m.in. z działem krytyki literackiej w tygodniku „Literatura”, z „Miesięcznikiem Literackim”, „Nowym Wyrazem”, „Kulturą”, „Radarem”, „Nowymi Książkami”, „Życiem Literackim” oraz „Szpilkami”, „Przekrojem”, „Przeglądem Tygodniowym”, „itd”, gdzie pisał recenzje, szkice, eseje literackie, publikował wiersze, fragmenty prozy, także – humoreski, obrazki rodzajowe, impresje, „prowokacje”, felietony satyryczno-literackie oraz rozmowy i artykuły.
Od 1978 do maja 1986 był kierownikiem działu literackiego, a także stałym felietonistą w ogólnopolskim tytule kulturalno-literackim „Tygodniku Kulturalnym”. Pomysłodawca Banku Doświadczeń oraz Inicjatyw w dziedzinie upowszechniania kultury, sztuki, literatury w Małych Ojczyznach poza wielkimi aglomeracjami miejskimi. Najciekawsze inicjatywy kulturalne były opisywane i propagowane przez niego na łamach „Tygodnika Kulturalnego”. Współredagował także dział kulturalny w „TK” i był członkiem ścisłego kolegium redakcji. W latach 1981–1983 był jednocześnie redaktorem miesięcznika „Kultura i Ty”, który to tytuł został zamknięty w stanie wojennym w 1983, zaś zespół redakcyjny był przesłuchiwany i został negatywnie zweryfikowany przez Służbę Bezpieczeństwa (PRL).

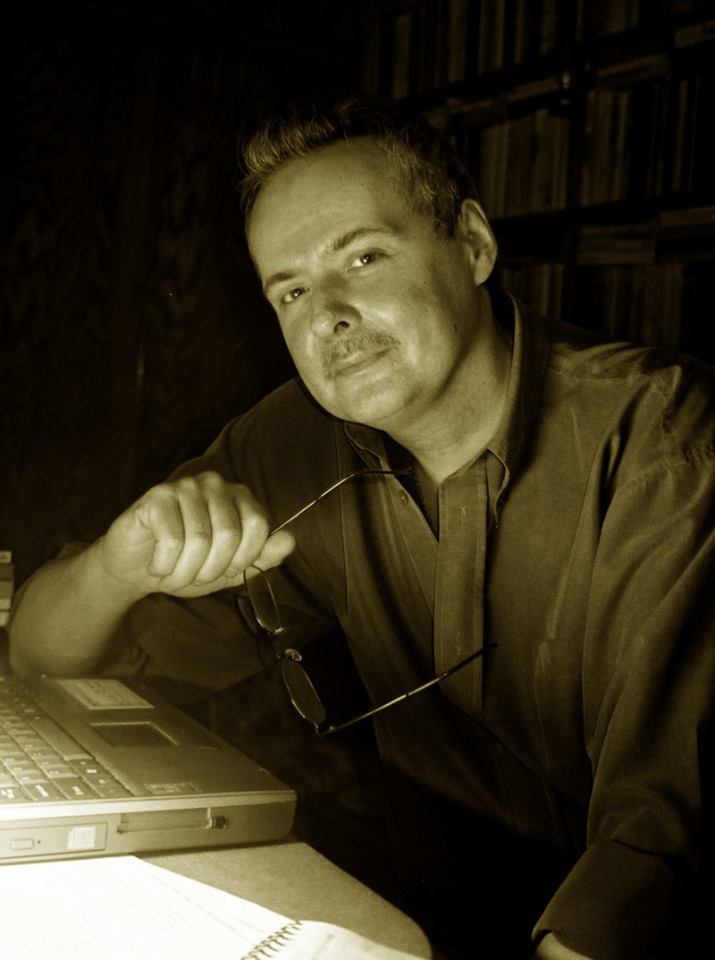
Marek Różycki w 2015

Od maja 1986 do stycznia 1988 współorganizował „TIM” – „Tygodniowy Ilustrowany Magazyn” – w którym kierował działem kultury, literatury i sztuki. Na zaproszenie redaktora naczelnego Dziennika Ludowego pisał teksty kulturalne i literackie do tego tytułu w latach 1986–1988. Od stycznia 1988 do grudnia 1990 współorganizował „Magazyn PAN”, w którym objął dział literacko-kulturalny. Od 1990 do 1998 był członkiem kolegium redakcyjnego miesięcznika „Scena”, w którym pełnił funkcję kierownika działu a następnie: zastępcy redaktora naczelnego.
Od 2002 pracuje jako dziennikarz o profilu literackim – „wolny strzelec”. Pisze felietony, publikuje teksty i wywiady w czasopismach: „Uroda”, „Szpilki”, „Kobieta i Życie”, „Przegląd Tygodniowy”, magazyn „ONA”, „Poradnik Domowy” – także pod pseudonimem Andrzej Monkiewicz – specjalizując się w wywiadach i felietonach. Do stycznia 2004 był felietonistą „Zielonego Sztandaru” (cykle: Wakacje z Marszałkiem, Potyczki z władzą, Życie pod wulkanem oraz Felietony radiowe). Współpracuje też z magazynem „Karan” oraz prasą polonijną, między innymi: „Panoramą Polską” (Kanada), „Gwiazdą Polarną”, „Polskim Expressem”, „Orłem Białym” i „Relaxem” (Stany Zjednoczone), „Kurierem Zachodnim” (Australia), „Spod Znaku Afrodyty” (Grecja), „Tygodnikiem Wileńszczyzny”, „Magazynem Wileńskim” (Litwa), „Gazetą Polonijną Scotland” (Szkocja) i innymi.
Od 2013 współpracuje z Polskim Radiem Edmonton w Kanadzie. W latach 1984–1988 oraz 2003–2005 pisał teksty felietonów dla programu Bogdana Fabiańskiego Rozmowy przy muzyce po północy nadawanego w Programie I Polskiego Radia.
Jest współpracownikiem magazynu „Krytyka literacka” oraz portalu Salon24.pl. Jest członkiem Stowarzyszenia Dziennikarzy RP, a wcześniej Stowarzyszenia Dziennikarzy Polskich.

### Działalność społeczna
Marek Różycki jr. był sekretarzem kapituły Nagrody im. Stanisława Piętaka w latach 1978–1986 – gdy prowadził dział literacki w „Tygodniku Kulturalnym”.
W latach 1977–1983 był sekretarzem programowym Centralnego Klubu Studentów Uniwersytetu Warszawskiego Hybrydy, w którym m.in. zorganizował i prowadził Ośrodek Dyskusyjny Od Siwaka do Bujaka, i w którym odbyło się wiele spotkań oraz paneli dyskusyjnych z czołowymi przedstawicielami ówczesnych struktur podziemia politycznego KOR-u i zdelegalizowanych struktur NSZZ „Solidarność” oraz członkami KC PZPR, a następnie z wybitnymi przedstawicielami kultury, sztuki i nauki. Za tę działalność był szkalowany i piętnowany m.in. w prasie radzieckiej (Litieraturnaja Gazieta, Wiktor Coppi, Hybrydy) oraz inwigilowany i nękany przez Służbę Bezpieczeństwa (PRL).
Od 2016 jest rzecznikiem Centrum Kultury Polskiej na Litwie im. St. Moniuszki.

### Działalność literacka
Jako poeta Marek Różycki jr. zadebiutował w 1977 na łamach miesięcznika „Nowy Wyraz”. Jego twórczość poetycka i prozatorska była wielokrotnie nagradzana i publikowana. Między innymi w 1977 otrzymał II nagrodę w konkursie na wiersz podczas Warszawskiej Jesieni Poezji (wiersz „Nieocalony”); II nagrodę w ogólnopolskim konkursie na opowiadanie organizowanym przez lubuski Oddział Związku Literatów Polskich, redakcję czasopisma „Nadodrze” oraz wydziały kultury i sztuki Urzędów Wojewódzkich w Gorzowie i Zielonej Górze – za opowiadanie „Świrowisko” w 1982, opublikowane następnie na łamach Nadodrza” oraz Tygodnika Kulturalnego; II nagrodę w ogólnopolskim konkursie im. Jana Papugi na opowiadanie o miłości, organizowanym przez Oddział Szczeciński Związku Literatów Polskich oraz Wydawnictwo Glob, po którym wydawnictwo to opublikowało w 1987 w tomiku nagrodzonych Kawałek solonego drewna (ISBN 83-7007-109-0) jego opowiadanie „Licytacja” i inne.
- Od 2020 jest współpracownikiem Magazynu Literackiego "Przypływ" (Floryda) ISBN 978-83-8119-634-5[12].
- Od 2022 roku współpracuje z: „Express. The Australian-Polish Magazine.” Wydawcą „Express. The Australian-Polish Magazine” jest Vide Publishing.[13]

## Publikacje
Książki oraz inne publikacje
- Tańczący z myślami – wiersze, zapiski, zamyślenia – wydanie II poprawione i uzupełnione; książka wydana pod patronatem Centrum Kultury Polskiej na Litwie im. St. Moniuszki, Wydawnictwo Psychoskok, 2018, ISBN 978-83-8119-251-4[14]
- Tańczący z myślami – wiersze, zapiski, zamyślenia – książka wydana pod patronatem Centrum Kultury Polskiej na Litwie im. St. Moniuszki, Wydawnictwo Psychoskok, 2017, ISBN 978-83-8119-119-7[15]
- Artystyczny Bazar Różyckiego, Oficyna Wydawnicza Rafał Brzeziński /rafalbrzezinski.info/, 2016 – rozmowy, szkice i felietony z- i o najwybitniejszych twórcach kultury i sztuki, s. 451, ISBN 978-83-65078-10-0[16][17]
- Rozdział „Studencki Ośrodek Dyskusyjny Hybrydy: Od Siwaka do Bujaka” w książce: Hybrydy 50 lat! Zawsze piękni, zawsze dwudziestoletni! (s. 75–95 wraz ze zdjęciami; Fundacja Universitatis Varsoviensis).
- Karnawał w Sodomie, s. 445, Wydawnictwo internetowe e-bookowo – 2011, ISBN 978-83-62480-19-7.
- Karnawał w Sodomie, s. 440, Wydawnictwo Pisarze.pl, 2011 – zbiór krótkich form-impresji, humoresek, prowokacji, ponadczasowych felietonów, „obrazków rodzajowych” ISBN 978-83-63143-00-8[18]
- Noce bez czułości, Oficyna Wydawnicza Movex, 1999 i 2002 – zbiór krótkich form-impresji, humoresek, prowokacji, ponadczasowych felietonów ISBN 83-7161-023-8.
- Wisłocka w pigułce (oraz felietony obyczajowe), Oficyna Wydawnicza Szczepan Szymański, 1996, ISBN 83-86469-12-9.
- Koszt doskonałości (oraz felietony), Oficyna Wydawnicza SPAR, 1993, ISBN 83-85359-53-2.
- Gwiazdy w oczach, czyli Hollywood po polsku – (zbiór rozmów z wybitnymi aktorami, satyrykami, piosenkarzami + felietony), Wyd. Libra, 1992, ISBN 83-85005-62-5.
- Autor dwóch rozdziałów: „Od słowa do paplaniny, czyli globalizm światowego zidiocenia” oraz „Ojczyzna polszczyzna – na Wileńszczyźnie” – w książce Haliny Jotkiałło i Krystyny Adamowicz A’Polonia – Wartości moich czasów. Wydawca: Centrum Kultury Polskiej na Litwie im. Stanisława Moniuszki. Opracowanie graficzne Gulnara Galiachmetova, „Artprint”. Wydrukowano w „Standartu spaustuve”, Wilno 2017, ISBN 978-609-8180-24-4.
- Autor rozdziału „Koniec świata z tym chłopem” w książce Michaliny Wisłockiej Sukces w miłości, Oficyna Wydawnicza Rytm, Warszawa 1993, ISBN 83-85249-24-9.
- Autor rozdziału będącego rozmową z Violettą Villas: „Złożyłam ofiarę z siebie” – w książce Witolda Fillera Tygrysica z Magdalenki, Oficyna Wydawnicza Szczepan Szymański.
- Autor rozdziału będącego opowiadaniem „Licytacja” w książce Kawałek solonego drewna, Wyd.Glob1987, ISBN 83-7007-109-0.

Krytyka literacka, teatralna i filmowa
Wybrane eseje:
- Koncepcja kultury w debiutach prozatorskich 1975–1978, [w:] „Tygodnik Kulturalny”, sierpień 1980
- „Recepta” Gustawa Flauberta na powieść – na przykładzie „Pani Bovary”, [w:] „Tygodnik Kulturalny”, kwiecień 1982
- Poeci niepokorni, [w:] „Kultura i Ty” [wkładka], 247/2 – 1981
- Tadeusz Nowak – Mentor, Nauczyciel, Przyjaciel[19]
- Boska Halina Poświatowska, [w:] „Krytyka Literacka” nr 9 (59) 2014[20]
- Stefan Żeromski – w 150 rocznicę urodzin, [w:] „Krytyka Literacka” nr 10 (60) 2014[20]
- Kpiarz i „bluźnierca” Konstanty Ildefons Gałczyński, [w:] „Krytyka Literacka” nr 11 (61) 2014[20]
- Marian Hemar – z urodzenia Lwowiak, z pochodzenia Żyd, z wyboru – Polak[21]
- Siergiej Jesienin – Mistrz tajemnicy słowa, [w:] „Krytyka Literacka” nr 12 (62) 2014[22]
- Kazimiera Iłłakowiczówna – wybitna poetka i sekretarka Marszałka Józefa Piłsudskiego, [w:] „Magazyn Wileński” 8/2013
- Józef Piłsudski w oczach zakochanej w nim poetki Kazimiery Iłłakowiczówny, [w:] „Magazyn Wileński” 11/2014[23]
- Adam Asnyk – wybitny Poeta Melancholii, [w:] „Magazyn Wileński” 6/2014[23]
- Zbigniew Cybulski – legenda polskiego kina, [w:] „Magazyn Wileński” 11/2014[23]
- Tadeusz Łomnicki – najwybitniejszy aktor XX wieku, [w:] „Magazyn Wileński” 6/2013[23]
- Ewa Demarczyk – najwybitniejsza wokalistka XX w. zaszczuta przez miernoty...[24]
- Agnieszka Osiecka – Muza – Afrodyta – Inspiracja, [w:] „Magazyn Wileński” 4/2014
- Aleksander Fredro – jest w świetnym humorze, [w:] portal: e-gminy[25]
- Stanisław Bareja – Mistrz Komedii[26],
- Zygmunt Hübner – Mistrz! Osoba pełna treści[19],
- Jan Twardowski – Ksiądz Paradoks, który pisał wiersze[19],
- Włodzimierz Wysocki – enfant terrible radzieckiej kultury w 75. ur.[27]
- Jan Sztaudynger – Intelektualny Prześmiewca, Satyryk[28]
- Władysław Stanisław Reymont – od przestępstwa do Nobla[29]
- Zbigniew Herbert: – Bądź wierny Idź[30]
- Gustaw Holoubek – Mag, Guru, Autorytet[31]
- Adam Hanuszkiewicz – gigant teatru, który budził sumienia[32]
- Terapia od rana – łyk Bolesława Leśmiana...[33]
- Kalina Jędrusik – gorszycielka i „ordynusik”...[34]
- Stanisław Jerzy Lec, czyli aforyzm ma najdłuższy oddech[35]
- Bogumił Kobiela – genialny antybohater[36]
- Śmiech krzepi – satyra pozbawia majestatu[37]
- Zmarł Wojciech Młynarski – Mistrz kupletu[38]
- Michalina Wisłocka w pigułce[39]
- Od słowa do paplaniny, czyli globalizm światowego zidiocenia[40]
- Wiesław Michnikowski – Chłopiec czysty i niewinny... ma 95. urodziny[41]
- Jonasz Kofta – wieszcz polskiej piosenki w 30. r. śmierci[42]
- Aleksander Zelwerowicz – ojciec duchowy pokoleń artystów[43]
- Ks. Jan Twardowski: – Poznałem wnętrze dobrego i rozczarowało mnie[44]
- Bronisław Pawlik: – A teraz, drogie dzieci, pocałujcie misia w dupę[45]
- Parada Normalności estetyk i wartości: Kazimierz Rudzki – mistrz stylu[46]
- Festiwal o/polskości estetyk i wartości: Marek Grechuta – Ocalić od zapomnienia[47]
- Requiem dla przyjaźni – "nawzajem na siebie warczym sposobem gospodarczym"[48]
- Roman Wilhelmi – udręka i ekstaza geniusza, który przegrał z nałogiem[49]
- Marian Hemar – gigant rozrywki, który do dziś budzi sumienia[50]
- Seweryn Krajewski – rodzimy Paul McCartney[51]
- "Co-ślina-do-gęby-przyniesizm", czyli wolne słowo choruje na wirus kłamstwa i debetu[52]
- Maski spadają a "każdy buduje własne człowieczeństwo"[53]

## Odznaczenia
- Odznaczony odznaką Zasłużony Działacz Kultury
- Brązowy Krzyż Zasługi – za działalność społeczną w dziedzinie upowszechniania czytelnictwa, kultury, sztuki, literatury w Małych Ojczyznach
- 2015: Złota Statuetka im. Stanisława Moniuszki – odznaczony przez Zarząd Główny Centrum Kultury Polskiej na Litwie im. St. Moniuszki – za rolę ambasadora żarliwego propagowania Kultury Polskiej na łamach Prasy Polonijnej oraz w Rozgłośniach Polonijnych; za upowszechnianie w Macierzy dorobku kulturalnego TWÓRCÓW Z KRESÓW POLSKICH oraz tradycji, wartości, które do dziś dnia stanowią o polskości i naszej ojczyźnie-polszczyźnie; za pielęgnację poprawnej polszczyzny; za propagowanie postaw patriotyzmu i honoru wśród Polaków
- Nagroda czasopisma „Poetry&Parathetare” w Dziedzinie Sztuki za Rok 2015. Kategoria: Publicystyka kulturalna

## Życie prywatne
Jest spokrewniony z pisarzem Stefanem Otwinowskim, pisarką emigracyjną Jadwigą Otwinowską oraz Kolbergiem Kielecczyzny, redaktorem muzycznym  Piotrem Ganem.